# Echinus melo
Echinus melo är en sjöborreart. Echinus melo ingår i släktet Echinus och familjen taggsjöborrar. Inga underarter finns listade i Catalogue of Life.

## Bildgalleri

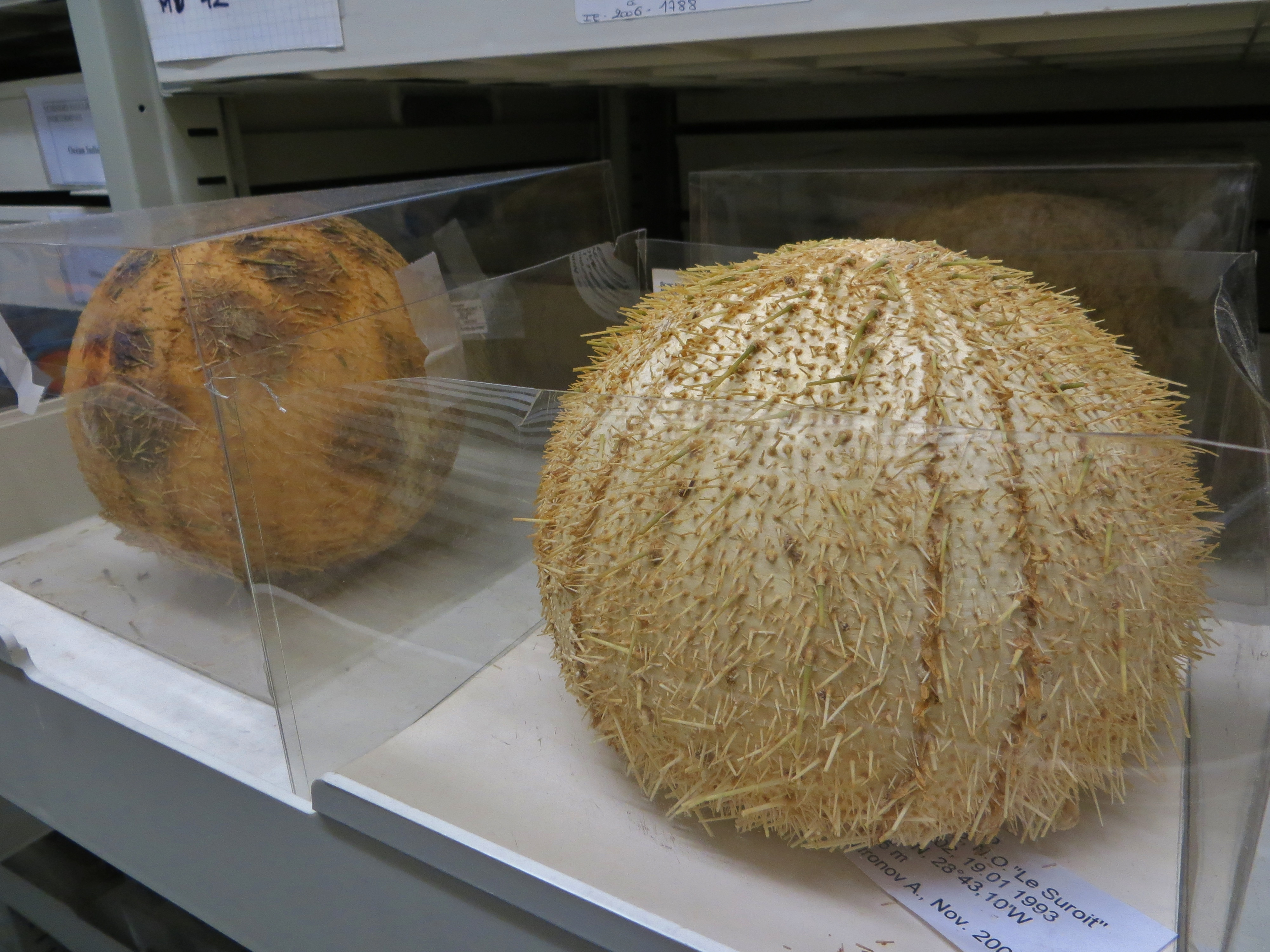